# Ivàlua
Ivàlua es el Instituto Catalán de Evaluación de Políticas Públicas (en catalán: Institut Català d'Avaluació de Polítiques Públiques). Se constituyó en 2006 como consorcio por la Generalidad de Cataluña, la Diputación de Barcelona y la Universidad Pompeu y Fabra, y cuenta con la participación del Consejo de Trabajo Económico y Social de Cataluña y el Consejo Interuniversitario de Cataluña.

## Historia
- 2008: Nacimiento de Ivàlua con el fin de incorporar la evaluación a la dinámica de las administraciones públicas.
- 2010: Se presentan los primeros resultados de evaluaciones con recomendaciones como guía de mejora de las políticas públicas.
- 2011: Ivàlua amplía su alcance para convertirse también en motor de la evaluación entre las entidades del tercer sector social.[1]
- 2012: Ivàlua conecta el sector público y la academia iniciando su participación en foros científicos y de investigación nacionales e internacionales para compartir experiencias y resultados de evaluaciones.
- 2013: Internacionalización de Ivàlua y se crea el ciclo de jornadas temáticas en evaluación.
- 2015: Lanzamiento del proyecto ¿Qué funciona en educación?[2] con la Fundación Jaume Bofill.
- 2016: Ivàlua inicia relaciones con medios de comunicación para difundir la cultura de la evaluación, por ejemplo con la EAPC.[3]
- 2017: Se impulsa la institucionalidad de la evaluación, acercándose a las otras agencias temáticas de evaluación catalanas (AQUAS[4] y AQU), ejerce una mayor influencia a favor de la incorporación de mecanismos de impulso de la evaluación a las administraciones.
- 2018: Se dinamiza la comunidad de evaluadores, asesorando a administraciones y entidades y hace de correa de transmisión al promover el sector de los profesionales en evaluación.
- 2019: Impulso de los asesoramientos a administraciones y entidades para promover la generación de evaluaciones y generación de herramientas prácticas.

## Objetivos
La misión de Ivàlua es promover la cultura de la evaluación de políticas públicas entre las administraciones públicas en Cataluña, las entidades sin ánimo de lucro o del tercer sector social que persigan fines de interés público y entre la ciudadanía. Ivàlua realiza evaluaciones de políticas públicas, asesora organizaciones en evaluación, ofrece recursos útiles y formación sobre evaluación y organiza actividades y difunde la cultura de la evaluación.

## Organizaciones similares

### Transversales
- Instituto para la Evaluación de Políticas Públicas (IEPP)
- Agencia Estatal de Evaluación de las Políticas Públicas y la Calidad de los Servicios (AEVAL)
- Instituto Andaluz de Administración Pública

### Sectoriales
- AQUAS
- AQU

### Internacionales
- Campbell Collaboration
- NESTA